# Ignace Hyacinthe Amat de Graveson
Ignace Hyacinthe Amat de Graveson (* 13. Juli 1670 in Graveson, Département Bouches-du-Rhône; † 26. Juli 1733 in Arles) war ein französischer Theologe. Er gehörte dem Dominikanerorden an.

## Leben
Ignace Hyacinthe Amat de Graveson entstammte einer Adelsfamilie und wurde zum geistlichen Stand bestimmt. Er ging deshalb schon im Alter von 14 Jahren in das Dominikanerkloster in Arles, wo er seine wissenschaftliche Ausbildung begann. Nach dem Erwerb der grundlegenden Schulbildung schickten ihn seine Oberen in das ihrem Orden angehörige Kolleg Saint-Jacques in Paris, wo er Theologie studieren sollte. Er besuchte die Vorlesungen der Professoren der Sorbonne und erlangte nach dem Abschluss seines Studiums die theologische Doktorwürde.
Anschließend lehrte Graveson Theologie in seinem Kloster in Arles. Dann wurde er vom Ordensgeneral, Pater Cloche, nach Rom berufen,  um einen der sechs Lehrstühle einzunehmen, die der Kardinal Girolamo Casanate gestiftet hatte, um die Lehre des Thomas von Aquin in ihrer Reinheit zu erhalten und weiterzugeben. Graveson entsprach den in ihn gesetzten Erwartungen. Insbesondere bemühte er sich zu beweisen, dass die Lehre des großen Philosophen und Theologen nichts mit den zu seiner Zeit auftauchenden und aus Thomas’ Äußerungen gefolgerten Glaubenssätzen, die als häretisch galten, gemein habe und dass nicht die geringste Ähnlichkeit zwischen dem Thomismus und Jansenismus bestehe.
Mit seinen Bestrebungen fand Graveson vor allem Zuspruch von Seiten der konservativen Katholiken und ihrer hochgestellten Gönner, wie denn König Viktor Amadeus II. von Sardinien ihm die erste Professur an der Universität Turin anbot, die er aber ausschlug. Auch genoss er die Achtung des Papstes Benedikt XIII., der ihn oft als einen ihm angenehmen Lehrer der reinen christlichen Lehre berücksichtigte und ihn zu einem der Theologen des 1725 in Rom abgehaltenen Konzils bestimmte, das die Unterwerfung unter die Bulle Unigenitus verlangte und die jansenistischen Behauptungen verurteilte. Gravesons Einfluss war maßgeblich dafür verantwortlich, dass sich der Kardinal von Noailles, Erzbischof von Paris, von den Jansenisten lossagte, wieder mit dem Heiligen Stuhl aussöhnte und die erwähnte Bulle unterschrieb.
Obwohl Graveson durch diese gelungenen Verhandlungen höchstwahrscheinlich in noch größeres Ansehen beim Kirchenoberhaupt gelangte und ihm eine noch glänzendere Karriere bevorgestanden hätte, empfand er kein Verlangen nach Ehrenstellen. Da außerdem die schlechte Luft in Rom seiner durch viele Arbeiten und Anstrengungen geschwächten Gesundheit nicht zusagte, zog er sich in sein Kloster zu Arles zurück, wo er am 26. Juli 1733 im Alter von 63 Jahren starb.

## Werke
Graveson war auch ein fleißiger Schriftsteller. Seine Werke sind stark von der scholastischen Theologie beeinflusst. Am meisten geschätzt war seine in lateinischer Sprache verfasste, bis 1721 reichende Kirchengeschichte (Historia ecclesiastica Veteris et Novi Testamenti, variis colloquiis digesta, 9 Bände, Rom 1717–21). Dieses Werk wurde auch in Deutschland durch einen mehrmals aufgelegten Nachdruck (9 Bände, 1727, 1737 und 1751) verbreitet und vom Vielschreiber Giovanni Domenico Mansi vermehrt und fortgesetzt (Editio nova cum additionibus et continuatione J. D. Mansi, 9 Bände, Bassano 1774). Die Kirchengeschichte des Alten Testaments (Historia ecclesiastica Veteris Testamenti, 3 Bände, Venedig 1761–62) ist nur eine besonders gedruckte Abteilung des vorhergehenden Werkes.
Zu den weiteren Schriften Gravesons gehören u. a:
- Tractatus de vita, mysteriis et annis Jesu Christi, servatoris nostri, 1711
- Tractatus de Scriptura Sacra, 1715
- Vita generosi Ludovici de Berton, domini de Crillon, 1724
- Epistola ad amicum scriptae theologico-historico-polemicae, 1729
- Epistola apologeticae pro doctrina S. Augustini et S. Thomae, Verona 1737

Eine Gesamtausgabe von Gravesons Werken wurde herausgegeben unter dem Titel Opera omnia, complect. historiam ecclesiasticam Veteris et Novi Testamenti variis colloquiis digestam pro theologiae candidatis usque ad XVII saeculum, tractatus varios, epistolas …  (7 Bände, Venedig 1740; 18 Bände, Bassano 1774–91). Die kleineren Schriften betreffen die Lehre von der Gnade und der Prädestination; auch befindet sich dabei eine Geschichte des tapferen und frommen Generals Crillon, die aber vor der historischen Kritik nicht zu bestehen vermag. Auch seine Kirchengeschichte, die im 18. Jahrhundert vor allem in Italien noch Leser fand, geriet bereits im 19. Jahrhundert in Vergessenheit.